# ۱-بنزیل-۴-(۲-(دی‌فنیل‌متوکسی)اتیل)پیپریدین
۱-بنزیل-۴-(۲-(دی‌فنیل‌متوکسی)اتیل)پیپریدین (به انگلیسی: 1-Benzyl-4-(2-(diphenylmethoxy)ethyl)piperidine) یک ترکیب شیمیایی با شناسه پاب‌کم ۹۹۵۲۱۰۵ است. 